# Mielichhoferia ochracea
Mielichhoferia ochracea är en bladmossart som beskrevs av C. Müller 1879. Mielichhoferia ochracea ingår i släktet kismossor, och familjen Bryaceae. Inga underarter finns listade i Catalogue of Life.